# Cyril Coke
Pour les articles homonymes, voir Coke.
Cyril Coke est un réalisateur et un producteur britannique, né à Londres le 29 juillet 1914, décédé le 31 octobre 1993 dans un accident de la route en Angleterre.
Il a réalisé de très nombreuses séries ou mini-séries télévisées entre 1958 et 1987.

## Réalisations (aperçu)
- 7 des dramatiques hebdomadaires de 60 min, en noir et blanc, diffusées entre 1956 et 1963 pour ITV Television Playhouse.
- 8 épisodes de No Hiding Place, dramatiques policières de 60 min en noir et blanc diffusées entre 1959 et 1965.
- 13 des dramatiques de ITV Play of the week, diffusées entre 1958 et 1965.
- 5 épisodes de Upstairs, Downstairs, La saga des Bellamy, de 1903 à 1929.  (68 épisodes de 60 min, d'abord en noir et blanc puis en couleur de 1972 à 1975)

A Pair of Exiles (1972)
The Bolter (1973)
What the Footman Saw (1973)
Another Year (1974)
Noblesse Oblige (1975)
- The Duchess of Duke Street, ou l'ascension sociale de Louisa Trotter, la reine des cuisinières

Saison 1, 15 épisodes, du 4 septembre au 11 décembre 1976 ;
Saison 2, 16 épisodes du 3 septembre au 24 décembre 1977)
- Orgueil et Préjugés en 5 épisodes du 13 janvier au 10 février 1980. Diffusé sur BBC Two